# احمد الکاف
احمد ابوبکر سعید الکاف (زادهٔ ۱۹۸۳) یک داور حرفه‌ای فوتبال اهل عمان است. او در شماری از مسابقات لیگ قهرمانان آسیا داوری کرده و برای قضاوت فینال لیگ قهرمانان آسیا ۲۰۱۸ در تهران نیز انتخاب شده بود.